# Menesiniella regalis
Menesiniella regalis är en kräftdjursart som först beskrevs av Henry Augustus Pilsbry 1916.  Menesiniella regalis ingår i släktet Menesiniella och familjen havstulpaner. Inga underarter finns listade i Catalogue of Life.